# Ansitz Rechegg
Ansitz Rechegg ist ein geschütztes Baudenkmal in der Gemeinde Klausen in Südtirol.

## Geschichte
An der Außenseite befindet sich der 1547 datierte Wappenstein von Kaspar Rech. Anstelle des Vorgängergebäudes „Panzendorf“ errichtete 1576 Balthasar Rech das heutigen Anwesen. Am 27. Oktober 1581 erhielt sein Schwiegersohn, Hans Jacob Leopold von Schwarzenhorn zu Rechegg und seine Brüder in Innsbruck vom Tiroler Landesfürsten eine Wappenmehrung mit dem erledigten Wappen des Balthasar Rehen. Spätere Eigentümer waren bis 1734 die Sepp von Seppenburg, die sich danach auch „Sepp von und zu Rechegg“ nannten, sowie von 1735 bis 1800 die Grafen von Wolkenstein-Trostburg. Im 16. und 18. Jahrhundert diente der Ansitz als Sitz des Gerichts Villanders. Seit dem 14. Dezember 1950 steht es unter Denkmalschutz.